# Хенрик Понтопидан
Хенрик Понтопидан (на датски: Henrik Pontoppidan) е датски писател. В цялото си творчество и особено в популярните романи „Обетована земя“, „Щастливият Пер“ и „Царството на мъртвите“ той осъжда строгите правила на протестантската църква по онова време. Писал е и за живота в селата в романите „Картини от село“ (1883), „Сред колибите“ (1887). Удостоен е с Нобелов лауреат за литература през 1917 година („за автентичните описания на съвремието в Дания“), наричан от Томас Ман „поет-епик по рождение“.